# James Sanderson
James Sanderson (Workington, 1769 - 1841) fou un compositor anglès.
Fou un fecund compositor d'òperes, pantomimes i cançons; moltes d'aquestes últimes es feren molt populars a Anglaterra.